# إيمانويلي جياكيريني
إيمانويلي جياكيريني (بالإيطالية: Emanuele Giaccherini)‏ (مواليد 5 مايو 1985 في تاللا، إيطاليا) لاعب كرة قدم إيطالي يجيد اللعب في مركز الجناح الأيمن والوسط المهاجم ويلعب حاليا في نادي كييفو فيرونا.

## مسيرته الكروية

### تشيزينا
بدأ جياكيريني حياته في فريق أقليم إميليا رومانيا تشيزينا، ثم تم إرساله ليلعب في الدرجة الثالثة في إيطاليا، ولعب لأندية فورلي، بيلاريا وبافيا لمدة 4 مواسم، هبط تشيزينا في موسم 2008 إلى الدرجة الثالثة القسم الأول فعاد جياكيريني إليهم، وكوّن شراكة في خط الهجوم مع سيموني موتا، في موسم 2009، احتل تشيزينا صدارة الدرجة الثالثة في إيطاليا وتأهل إلى الدرجة الثانية، وبسجل دفاعي قوي وعمل جيد احتل تشيزينا وصافة الدرجة الثانية وتأهلوا إلى الدرجة الأولى في إيطاليا لموسم 2010/11، بعد أن جددوا عقد جياكيريني في 2010 إلى عامين إضافيين، وكان في شراكة جياكيريني في ذلك الوقت دومينيك مالونغا، إيزيكيل سكيلوتو وكريستيان بوتشي في خط الهجوم.
في سيريا أي، كان جياكيريني دائماً الخيار الأول للمشاركة كأساسي بجانب كل من الجناح سكيلوتو والمهاجم إريون بوغداني، تشيزينا بعد أول مباراتين وصل إلى أعلى جدول ترتيب الدرجة الأولى، إلا أنه وابتداءً من المباراة الثالثة بدأ تشيزينا بالانحدار في المستوى، تمكن جياكيريني من تسجيل 7 أهداف في ذلك الموسم، بما في ذلك هدفين ضد ميلان وآخر ضد إنتر ميلان، و 3 أهداف أخرى سُجلت في آخر 7 مباريات من الموسم، بالإضافة إلى 4 أسيست صنعها.

### يوفنتوس
في أغسطس 2011، انتقل جياكيريني رسمياً إلى يوفنتوس مقابل 3 ملايين يورو كملكية مشتركة بينهم وبين تشيزينا، ولعب في المباراة الأولى في موسم 2011/12 أمام بارما والتي انتهت 4-1 لليوفنتوس، سجل هدفه الأول مع اليوفنتوس بعد مجهود فردي رائع أمام بولونيا في ثمن نهائي بطولة كأس إيطاليا، أما أول أهدافه في الكالشيو فكانت في يناير 2012، بعدما سجل الهدف الثاني لليوفنتوس ضد أتالانتا بعد كرة بينية ممتازة من لوكا ماروني، وبعد 3 أيام فقط أضاف هدفه الثالث مع اليوفنتوس في مرمى روما ضمن الدور الربع نهائي لبطولة كأس إيطاليا، وبسبب الإصابات والإيقافات في خط وسط اليوفنتوس وتحديداً لكلاوديو ماركيزيو وأرتورو فيدال، فكان أنطونيو كونتي يعتمد عليه كبديل لهما.

### مسيرته الدولية
تم استدعاء جياكيريني للمنتخب الإيطالي الأول بعد أداءه الكبير مع اليوفنتوس للمشاركة في بطولة يورو 2012، وشارك في المباراة الافتتاحية للبطولة أمام إسبانيا في يونيو 2012، ولكن بسبب تغيير الخطة بعد تلك المباراة، لم يعد تشيزري برانديلي مدرب المنتخب الإيطالي الأول يعتمد عليه.